# Lescuraea plicata
Lescuraea plicata là một loài Rêu trong họ Leskeaceae. Loài này được (Schleich. ex F. Weber & D. Mohr) Lindb. mô tả khoa học đầu tiên năm 1879.